# Billie Eilish

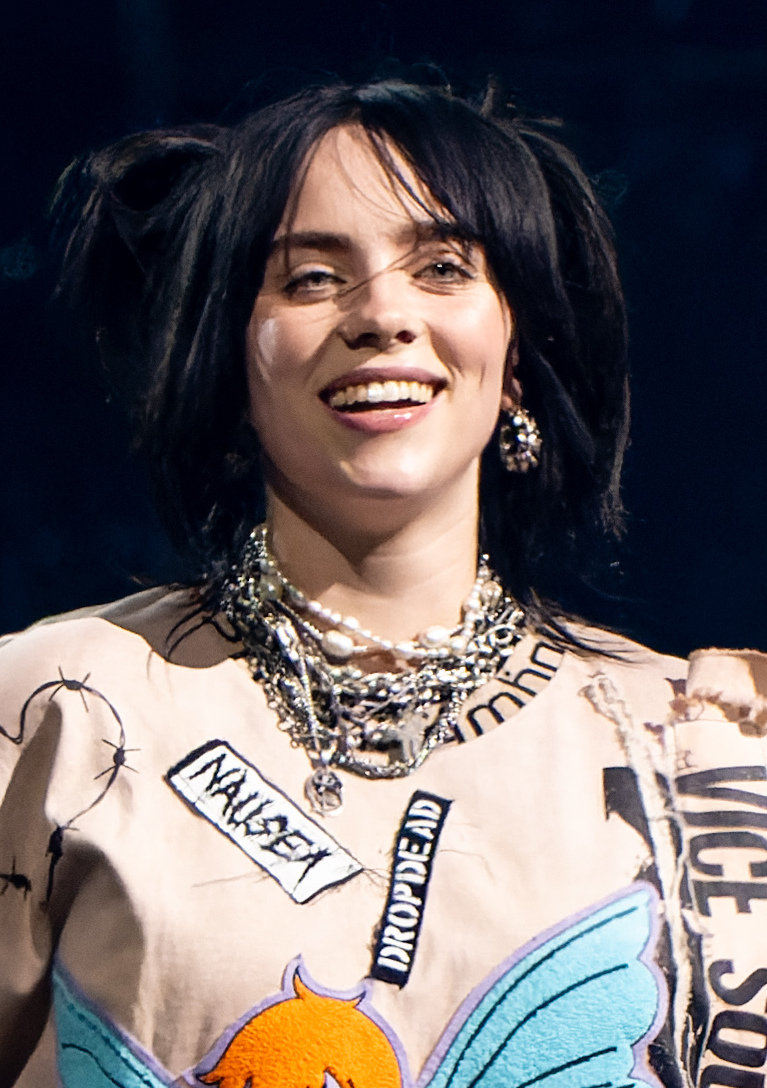
Billie Eilish (2022)

Billie Eilish Pirate Baird O’Connell (* 18. Dezember 2001 in Los Angeles, Kalifornien) ist eine US-amerikanische Singer-Songwriterin. Im Januar 2020 gewann sie alle vier Hauptkategorien bei den Grammy Awards sowie in den Jahren 2022 und 2024 einen Oscar für den besten Filmsong.

## Karriere
Billie Eilish wurde in eine irischstämmige Schauspieler- und Musikerfamilie hineingeboren. Der Schauspieler und Musiker Finneas O’Connell ist ihr älterer Bruder. Ihr Zweitname Eilish ist die anglisierte Form von Eilís, einer gälischen Form des Vornamens Elisabeth. Sie ging nicht auf eine öffentliche Schule, sondern wurde zu Hause unterrichtet. Im Alter von acht Jahren begann sie im Los-Angeles-Kinderchor (Los Angeles Children’s Chorus) zu singen.
Laut ihrem Interview mit Harper’s Bazaar begann sie im Alter von 11 Jahren damit, Lieder zu schreiben. Ihr erstes „echtes“ Lied wurde von The Walking Dead inspiriert und handelte von der Zombie-Apokalypse.

### 2015–2018:Don’t Smile at Me
Im Jahr 2015 begann Billie Eilish zusammen mit ihrem älteren Bruder Finneas (der eine eigene Band hatte und schon seit mehreren Jahren seine eigenen Songs schrieb und produzierte) an Musik zu arbeiten. Die ersten Songs, an denen sie zusammengearbeitet haben, hießen She’s Broken und Fingers Crossed. „Er hat einen Song mit dem Titel ‚She’s Broken‘ geschrieben, und ich habe einen mit dem Titel ‚Fingers Crossed‘ geschrieben, und wir haben sie aufgenommen und nur zum Spaß auf SoundCloud gestellt“, erinnert sie sich.
Im November 2015, nachdem Billies Tanzlehrer sie gebeten hatte, ein Lied für eine Tanzübung zu schreiben und zu singen, veröffentlichte sie den von Finneas geschriebenen Song Ocean Eyes auf SoundCloud. „Neben dem Singen bin ich auch eine Tänzerin. Ich tanze seit meinem achten Lebensjahr. [...] Wir stellten [das Lied] mit einem kostenlosen Download-Link online, damit mein Tanzlehrer darauf zugreifen konnte. Wir hatten gar keine Hintergedanken dabei, aber sozusagen über Nacht hörten es etliche Menschen und sie teilten es [mit ihren Freunden].“ Billie war damals 13 Jahre alt. In den darauf folgenden acht Wochen sammelte der Song mehrere hunderttausend Klicks. Finneas’ Manager Danny Rukasin sagte zu den Eltern der Geschwister, dass Billie großes Potenzial habe und mit Hilfe ihres Bruders einen bedeutenden Erfolg erzielen könnte. Im Januar 2016 halfen Finneas und Rukasin ihr, einen Vertrag mit der auf die Entdeckung aufstrebender Musikkünstler spezialisierten britischen A&R-Firma Platoon zu unterschreiben. Im März 2016 wurde ein Musikvideo zu Ocean Eyes auf YouTube veröffentlicht.

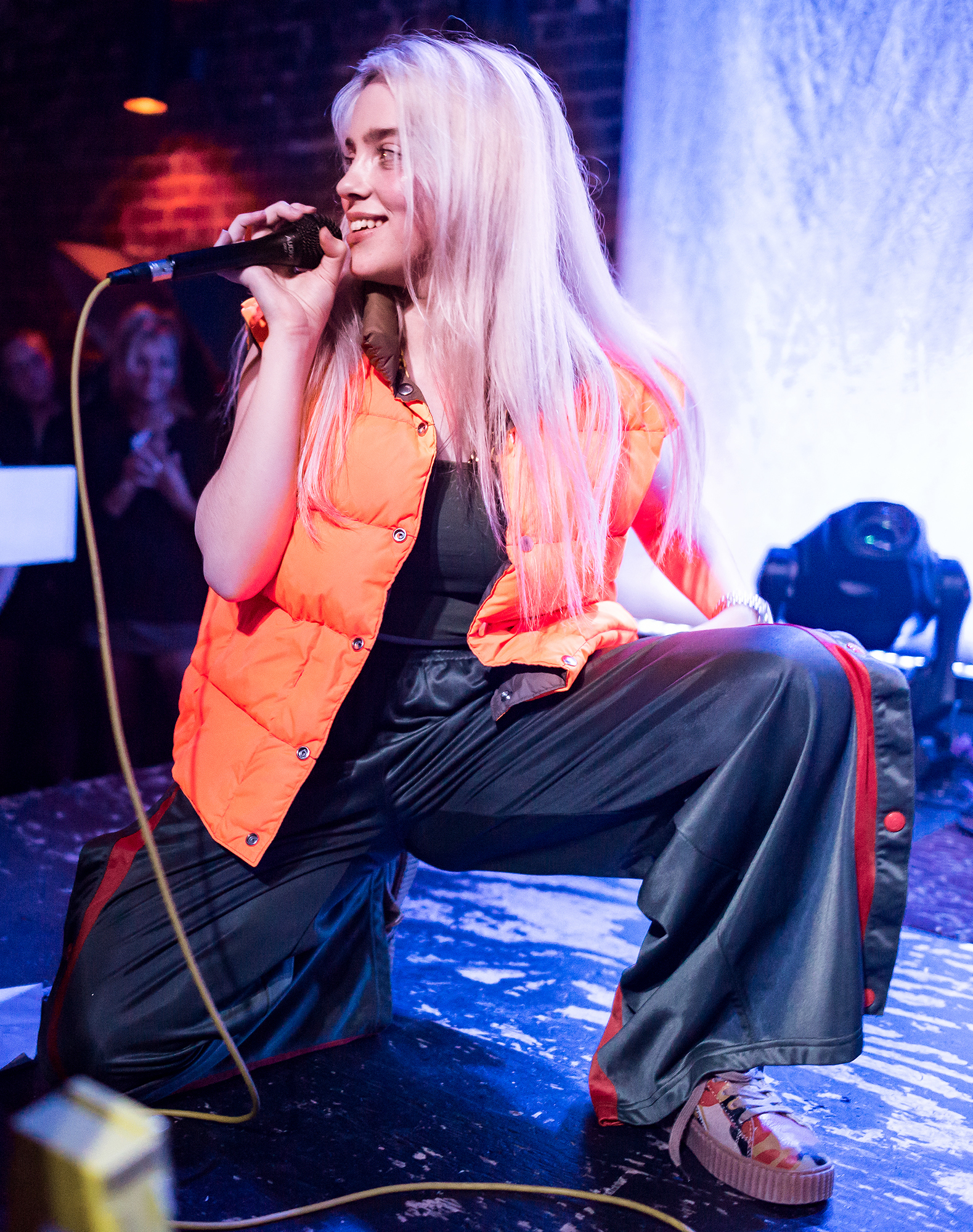
Billie Eilish bei einem Auftritt in Los Angeles (2017)

Finneas trat daraufhin bei allen Veröffentlichungen seiner Schwester als Produzent und Co-Songwriter in Erscheinung. „Bei ihm kann ich ehrlich sein, weil er mein Bruder ist und ich mich wohl dabei fühle, ihm alles zu sagen“, erzählte Billie Eilish Anfang 2017 in einem Interview der Zeitschrift Nylon.
Am 23. Juni 2016 veröffentlichte sie über Soundcloud ihren neuen Song Six Feet Under. Sie und ihre Mutter drehten auch ein hausgemachtes Musikvideo dazu, das am 30. Juni auf YouTube hochgeladen wurde.
Im August 2016 wurde Billie Eilish von Justin Lubliner von Darkroom und Interscope Records unter Vertrag genommen. Unter diesem Label wurden ihre Songs Six Feet Under und Ocean Eyes am 17. und 18. November 2016 als Singles wiederveröffentlicht.
Seit 2017 brachte sie weitere Singles heraus. Ihr Lied Bellyache wurde von Marian Hill remixt, und der Titel Bored wurde für den Ende März 2017 erschienenen Soundtrack der Netflix-Serie Tote Mädchen lügen nicht verwendet.
Billie Eilishs junge Musikkarriere erhielt weltweite Aufmerksamkeit. Bereits im August 2016 bezeichnete die Vogue sie als „Pop’s Next It Girl“. Im Juli 2017 fragte ein BBC-Reporter, ob sie „die beste neue Hoffnung des Pops sei“.
Im August 2017 kam die Digital-EP Don’t Smile at Me auf den Markt. Es enthielt eine Reihe ihrer zuvor veröffentlichten Singles wie Ocean Eyes, Bellyache, Watch und Copycat. Am 14. Juli kündigte Billie via Twitter eine Tour durch die Vereinigten Staaten zur Unterstützung des Albums an. Dann wurden für die beginnende Tour Konzerte in Europa, Asien und Ozeanien gebucht. Nachdem das 25-minütige Minialbum im Oktober auf Platz 35 der neuseeländischen Musikcharts vorgestoßen war, erreichte es in den USA im Januar 2018 Platz 38.
Im April 2018 erschien ihre Single Lovely, ein Duett mit dem Sänger Khalid, das eigens für die zweite Staffel der Teen-Dramaserie Tote Mädchen lügen nicht aufgenommen wurde.

### 2018–2019:When We All Fall Asleep, Where Do We Go?
Ihr Song When the Party’s Over erschien im Oktober 2018. Ende 2018 verwendete Apple ihr Lied Come Out and Play im Weihnachts-TV-Spot. Im Januar 2019 veröffentlichte sie das Stück Bury a Friend und im März 2019 eine weitere Single mit dem Titel Wish You Were Gay, bevor zeitgleich mit der Albumveröffentlichung die nächste Single Bad Guy folgte.

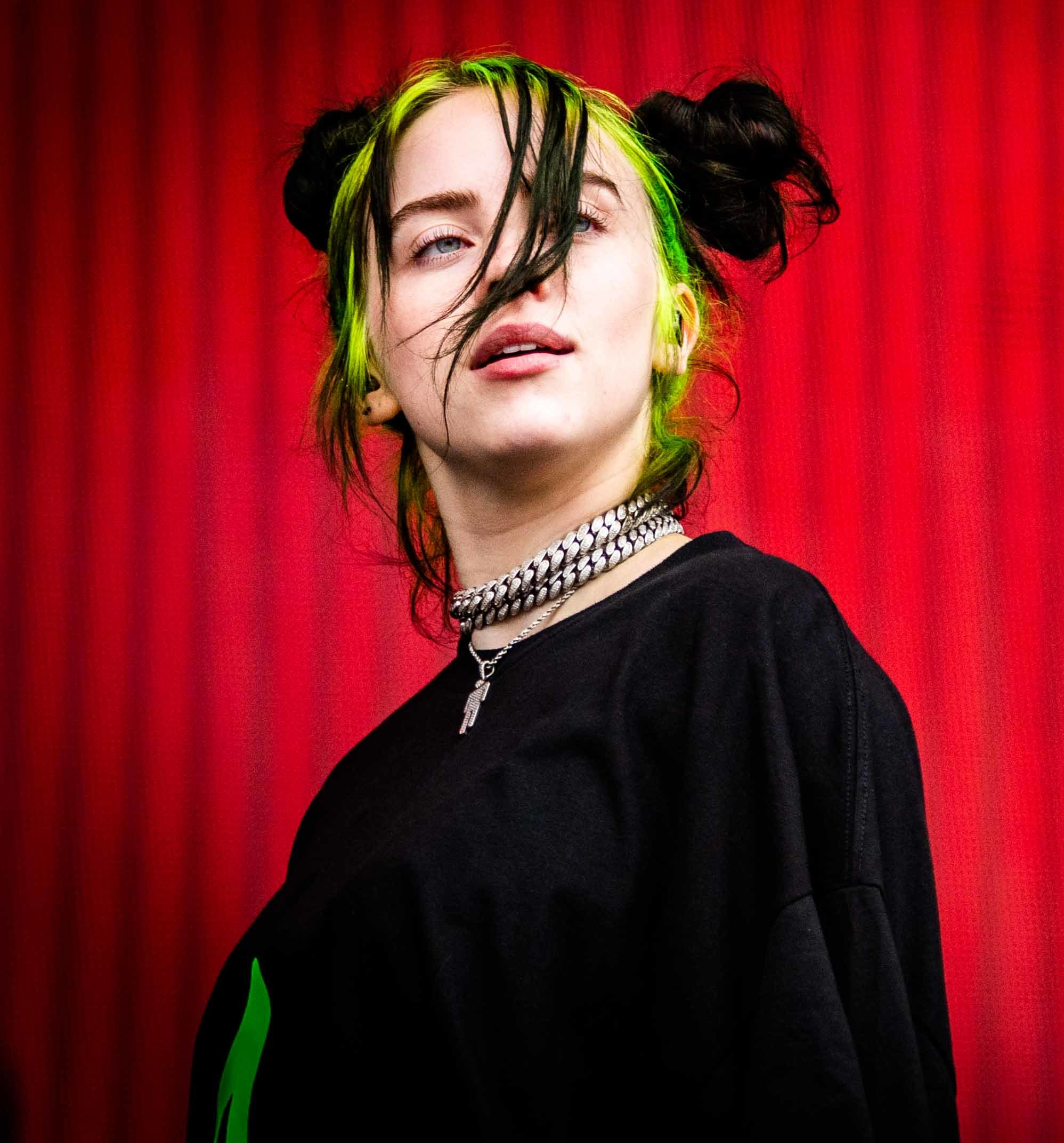
Beim Pukkelpop-Festival im August 2019

Ihr Debütalbum When We All Fall Asleep, Where Do We Go? erschien Ende März 2019. Es ist das erste Album, das vor dem Veröffentlichungstermin 800.000 Mal via Apple Music vorbestellt wurde. Die 14 Albumsongs wurden in Deutschland innerhalb einer Woche 14 Millionen Mal via Spotify gestreamt. Damit ließ Billie Eilish Ariana Grande hinter sich, die diesen Rekord zuvor gehalten hatte. Das Album ist laut Apple mit mehr als einer Milliarde Streams das meistgespielte Album im Jahr 2019 auf Apple Music. Sowohl das Album als auch die fünfte Single-Auskopplung Bad Guy schafften es in den Vereinigten Staaten auf den ersten Platz der Charts.
Bereits im Januar 2019 hatte Billie Eilish eine Tour durch Nordamerika zur Unterstützung des neuen Albums angekündigt. Die Tour startete am 13. April beim Coachella-Festival. Hinzu kamen Konzerte in Australien und Neuseeland und in Europa, einschließlich Großbritannien und (im August–September) Deutschland, Österreich, der Schweiz, Russland, Spanien und Portugal.
Bei den MTV Europe Music Awards 2019 wurde sie in der Kategorie „Best Song“ (für Bad Guy) und „Best New“ ausgezeichnet. Billie Eilish wurde bei den Apple Music Awards 2019 sowohl als Künstlerin des Jahres als auch ihr Album When We All Fall Asleep, Where Do We Go? als Album des Jahres ausgezeichnet. Zudem gewann sie zusammen mit ihrem Bruder Finneas die Kategorie „Songwriter des Jahres“. Ende Januar 2020 wurde sie zur großen Siegerin der Grammy Awards. Sie gewann alle vier Hauptkategorien („Album“, „Single“, „Song“ und „Newcomer des Jahres“) und für das Album einen weiteren Pop-Grammy. Ihr Bruder Finneas wurde als Produzent des Jahres und für die Produktion von When We All Fall Asleep, Where Do We Go? zweimal ausgezeichnet.
Zudem wurde ein neues Lied namens Everything I Wanted aufgenommen und am 13. November 2019 als Single veröffentlicht. Es erreichte schnell Platz 8 in den Vereinigten Staaten. Am 23. Januar 2020 folgte auf YouTube das Musikvideo. Früher im Januar wurde bekannt, dass Billie Eilish den Titelsong zum 25. Bond-Film James Bond 007: Keine Zeit zu sterben beisteuern wird. Damit ist sie die jüngste Interpretin eines James-Bond-Songs. Der Titelsong No Time to Die wurde am 13. Februar 2020 veröffentlicht. Am 9. März 2020 sollte ihre neue Welttournee starten, wurde aber aufgrund der COVID-19-Pandemie abgesagt.

### 2020–2023: Zweites Studioalbum und Oscar fürNo Time to Die
Die Absage von Billie Eilishs Welttournee im Frühjahr 2020 (damals begann weltweit die COVID-19-Pandemie) ermöglichte es ihr, „ohne Druck und Abgabetermine“ an ihrem zweiten Album zu arbeiten. Am 30. Juli 2020 veröffentlichte sie einen neuen Song mit dem Titel My Future als Single.
Am 12. November veröffentlichte sie die Single Therefore I Am. Am 21. Januar 2021 kam das Duet Lo vas a olvidar mit Rosalia heraus, welches auf Spotify über 30 Mio. Aufrufe zeigte. Im Frühjahr 2021 kündigte Billie die Veröffentlichung ihres zweiten Albums Happier Than Ever für den 30. Juli 2021 an. Am 29. April veröffentlichte sie die Single Your Power, nach My Future und Therefore I Am die dritte Auskopplung ihres zweiten Studioalbums.
Im Jahr 2022 gewann Billie Eilish gemeinsam mit ihrem Bruder für den James-Bond-Song No Time to Die u. a. den Oscar und Golden Globe Award. Einige Monate später wurden beide in die Academy of Motion Picture Arts and Sciences (AMPAS) berufen, die alljährlich die Oscars vergibt.

### Seit 2024: Drittes StudioalbumHit Me Hard and Soft
Am 8. April 2024 kündigte Billie Eilish ihr drittes Studioalbum Hit Me Hard and Soft für den 17. Mai 2024 mit dem Hinweis an, vorab keine Single-Auskopplungen zu veröffentlichen.
Am 11. August 2024 trat Eilish mit Birds of a Feather am Belmont Shore in Long Beach während der Abschlusszeremonie der Olympischen Sommerspiele in Paris als Teil der Übergabe an Los Angeles auf, das die Spiele 2028 ausrichten wird.

## Musikstil
Billie Eilishs Musik enthält Elemente von Pop, Trap und Alternative/Indie-Rock. Ihr Soprangesang wurde als „flüsternd“ (Rolling Stone) und „ätherisch“ (Vice) bezeichnet.

## Erscheinung und Modestil
Billie Eilish verknüpfte ihre Person und Musik von Anfang an eng mit eigenen Mode- und Frisurentscheidungen, die sich nicht an gängige Schönheitsideale hielten und öffentliche Auseinandersetzungen Billie Eilishs mit sexistischem Boulevardjournalismus nach sich zogen, als Paparazzi versuchten, sie noch als Minderjährige möglichst leicht, wenn nicht sogar unbekleidet zu fotografieren. Die Streitigkeiten fanden 2020 ihren Höhepunkt, als sie auf der Straße in bequemer, aber modisch unvorteilhafter Kleidung fotografiert wurde und sich daraufhin in der Regenbogenpresse und sozialen Medien öffentlich über ihre Figur, insbesondere ihre sehr große Oberweite lustig gemacht wurde.

### Karrierebeginn

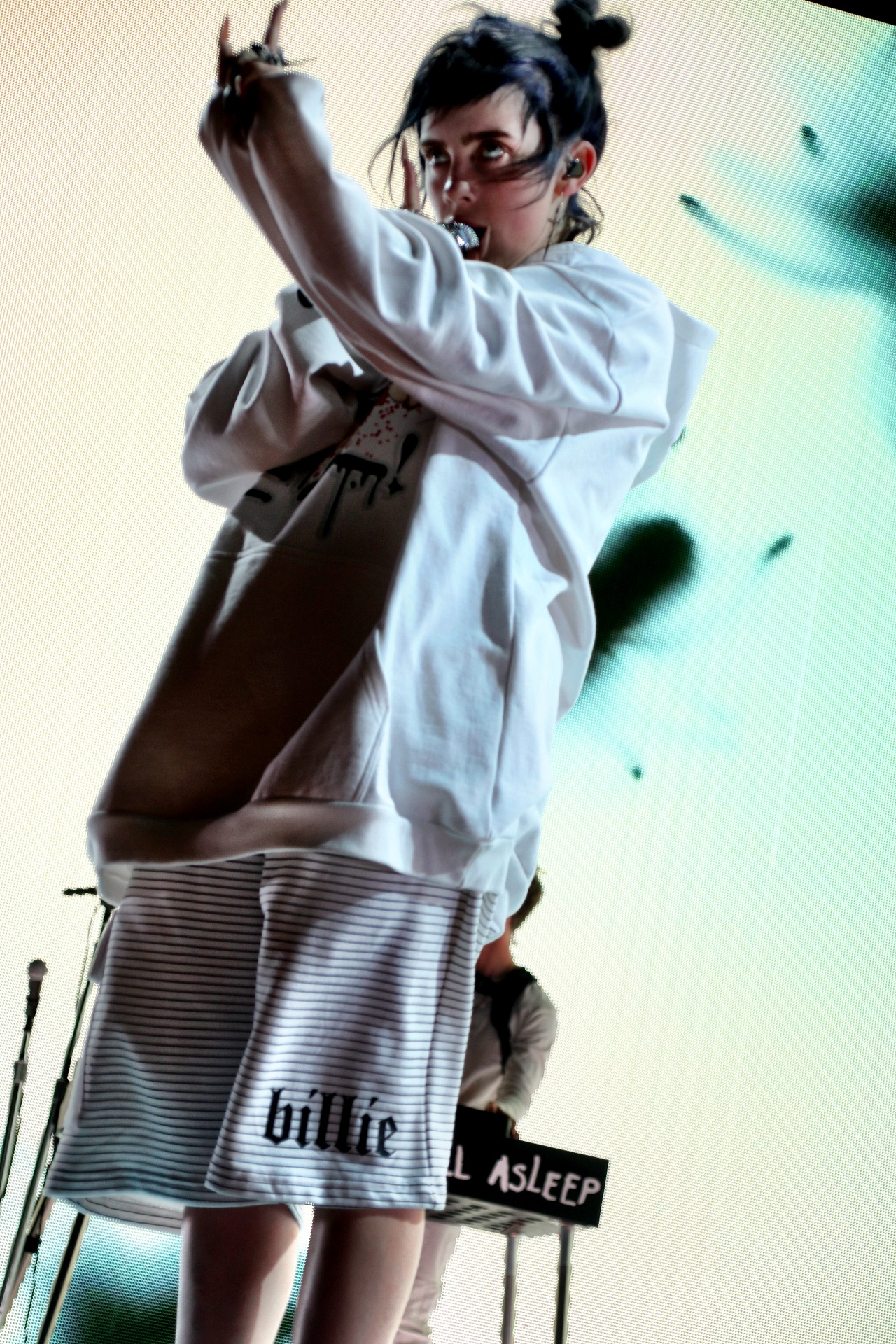
Billie Eilish im Juni 2019

Um keinen Trends zu folgen und um sich der Beurteilung ihres Körpers zu entziehen, trug sie am Anfang ihrer Karriere weite, konturlose Kleidung, färbte ihre Haare in bunten Farben und trug dazu extrem lange künstliche Fingernägel. „Ich möchte, dass die Welt niemals alles über mich weiß. […] Deshalb trage ich weite, schlabberige Kleidung. Niemand kann sich eine Meinung bilden, weil sie nicht gesehen haben, was darunter liegt. Weißt du? Niemand kann sagen: ‚Sie hat einen flachen Hintern, sie hat einen fetten Arsch!‘ Niemand kann solche Meinungen haben, weil sie es nicht wissen,“ sagte sie im Mai 2019. Mit ihrem ungewöhnlichen Kleidungsstil wurde sie zu einer Stilikone für Mädchen ihrer Generation.

### Stilwechsel 2021
Anfang 2021 kündigte Billie Eilish mit einem überraschenden Wechsel zu der Haarfarbe Platinblond eine grundsätzliche Stilveränderung an. In der britischen Vogue-Ausgabe vom Juni 2021 zeigte sie sich in einem Fotoshooting von Craig McDean im Pin-Up-Stil des „Alten Hollywoods“ mit Marilyn-Monroe-Frisur. Gekleidet war sie in hochwertigen Dessous wie einem Bodysuit mit Corsage sowie sog. „Strumpf-Boots“ – extravagante hohe Stiefel, die wie Strümpfe angezogen werden können. Da die Sängerin den Normvorstellungen für Frauen im Pop bislang unaufgeschlossen gegenüberstand und für ihre Fans als eine feministische Vordenkerin sowie Ikone der Body-Positivity-Bewegung gilt, betitelt der Chefredakteur der britischen Vogue Edward Enninful diesen Schritt als einen faszinierenden Wechsel der Gangart. Auch Gesa Ufer vom Deutschlandfunk denkt, dass die Fotos eine Zäsur darstellen, und befragte die Kulturwissenschaftlerin Freya Herrmann dazu. Herrmann denkt, die Aktion der Musikerin zeige, dass sie das machen möchte, wonach ihr sei. Billie Eilish selbst äußerte sich im Vogue-Interview ähnlich: „Mein Ding ist: Ich kann machen, was auch immer ich will.“
Sie pochte im Artikel auf die Freiheit, den Willen und das Recht, die eigene Lebensgestaltung in die eigene Hand zu nehmen, ohne sich von anderen reinreden zu lassen, wozu auch Entscheidungen gehören, die den eigenen Körper betreffen.
Der Titel trug auch als Zitat: Everything which makes you feel good! (Alles, was sich für Dich gut anfühlt!)

## Persönliches
Billie Eilish lebt bei ihren Eltern im Nordosten von Los Angeles. Sie hat drei Haustiere: einen Hund, eine Katze und eine Vogelspinne. Seit 2014 lebt sie vegan. Im Juni 2019 veröffentlichte sie auf Instagram einen Aufruf an ihre Fans, den Fleischkonsum einzustellen. 2021 wurde sie mit dem Deutschen Nachhaltigkeitspreis ausgezeichnet.
Nach eigenen Angaben hat sie das Tourette-Syndrom und Erfahrungen mit Depressionen.
Billie Eilish identifiziert sich als queer, ohne direkte Angaben über ihre Sexualität gemacht zu haben und gab an sich nicht als Mädchen gefühlt zu haben, aber dennoch die Pronomen „Sie/Ihr“ zu verwenden.

## Politik
Billie Eilish verkündete im September 2024 in einem Clip bei Instagram und X ihre Unterstützung für Kamala Harris bei der Präsidentschaftswahl in den Vereinigten Staaten 2024. Sie hat ebenfalls ihre Fans aufgerufen, sich ins Wählerverzeichnis eintragen zu lassen und der Kandidatin der Demokratischen Partei die Stimme zu geben. Sie schrieb: „Wählt, als ob euer Leben davon abhängt, denn das tut es“.

## Diskografie
Studioalben

| Jahr | Titel Musiklabel                                                             | Höchstplatzierung, Gesamtwochen, AuszeichnungChartplatzierungen (Jahr, Titel, Musiklabel, Platzierungen, Wochen, Auszeichnungen, Anmerkungen) | Höchstplatzierung, Gesamtwochen, AuszeichnungChartplatzierungen (Jahr, Titel, Musiklabel, Platzierungen, Wochen, Auszeichnungen, Anmerkungen) | Höchstplatzierung, Gesamtwochen, AuszeichnungChartplatzierungen (Jahr, Titel, Musiklabel, Platzierungen, Wochen, Auszeichnungen, Anmerkungen) | Höchstplatzierung, Gesamtwochen, AuszeichnungChartplatzierungen (Jahr, Titel, Musiklabel, Platzierungen, Wochen, Auszeichnungen, Anmerkungen) | Höchstplatzierung, Gesamtwochen, AuszeichnungChartplatzierungen (Jahr, Titel, Musiklabel, Platzierungen, Wochen, Auszeichnungen, Anmerkungen) | Anmerkungen                                               |
| Jahr | Titel Musiklabel                                                             | DE | AT | CH | UK | US | Anmerkungen                                               |
| ---- | ---------------------------------------------------------------------------- | --- | --- | --- | --- | --- | --------------------------------------------------------- |
| 2019 | When We All Fall Asleep, Where Do We Go? Darkroom • Interscope Records (UMG) | DE3 ×3Dreifachgold · (… Wo.)DE | AT1 ×4Vierfachplatin · (… Wo.)AT | CH1 ×2Doppelplatin · (… Wo.)CH | UK1 ×3Dreifachplatin · (218 Wo.)UK | US1 ×4Vierfachplatin · (… Wo.)US | Erstveröffentlichung: 29. März 2019 Verkäufe: + 8.654.500 |
| 2021 | Happier Than Ever Darkroom • Interscope Records (UMG)                        | DE1 Gold · (… Wo.)DE | AT1 Platin · (129 Wo.)AT | CH1 (104 Wo.)CH | UK1 Platin · (107 Wo.)UK | US1 (162 Wo.)US | Erstveröffentlichung: 30. Juli 2021 Verkäufe: + 1.789.000 |
| 2024 | Hit Me Hard and Soft Darkroom • Interscope Records (UMG)                     | DE1 Platin · (… Wo.)DE | AT1 Platin · (… Wo.)AT | CH1 Gold · (… Wo.)CH | UK1 Platin · (… Wo.)UK | US2 ×2Doppelplatin · (… Wo.)US | Erstveröffentlichung: 17. Mai 2024 Verkäufe: + 3.614.000  |

## Auszeichnungen (Auswahl)
Grammy Awards
- 2020: „Single des Jahres“ (Bad Guy)
- 2020: „Album des Jahres“ (When We All Fall Asleep, Where Do We Go?)
- 2020: „Song des Jahres“ (Bad Guy)
- 2020: „Bester neuer Künstler“
- 2020: „Bestes Gesangsalbum – Pop“ (When We All Fall Asleep, Where Do We Go?)
- 2021: „Single des Jahres“ (Everything I Wanted)
- 2021: „Bester Song, geschrieben für visuelle Medien“ (No Time to Die)
- 2024: „Song des Jahres“ (What Was I Made For?)
- 2024: „Bester Song, geschrieben für visuelle Medien“ (What Was I Made For?)

Golden Globe Awards
- 2022: „Bester Filmsong“ (No Time to Die)[84]
- 2024: „Bester Filmsong“ (What Was I Made For?)

BRIT Awards
- 2020: „International Female Solo Artist“[85]
- 2021: „International Female Solo Artist“[86]
- 2022: „International Artist of the Year“[87]

International Music Awards
- 2019: „Beginner“[88]

Juno Awards
- 2020: „International Album of the Year“ (When We All Fall Asleep, Where Do We Go?)[89]

Oscars
- 2022: Bester Filmsong (No Time to Die)[90]
- 2024: Bester Filmsong (What Was I Made For?)

Swiss Music Awards
- 2020: „Best Solo Act International“[91]
- 2020: „Best Breaking Act International“[92]

Variety’s Hitmakers
- 2019: „Hitmaker of the Year“[93]

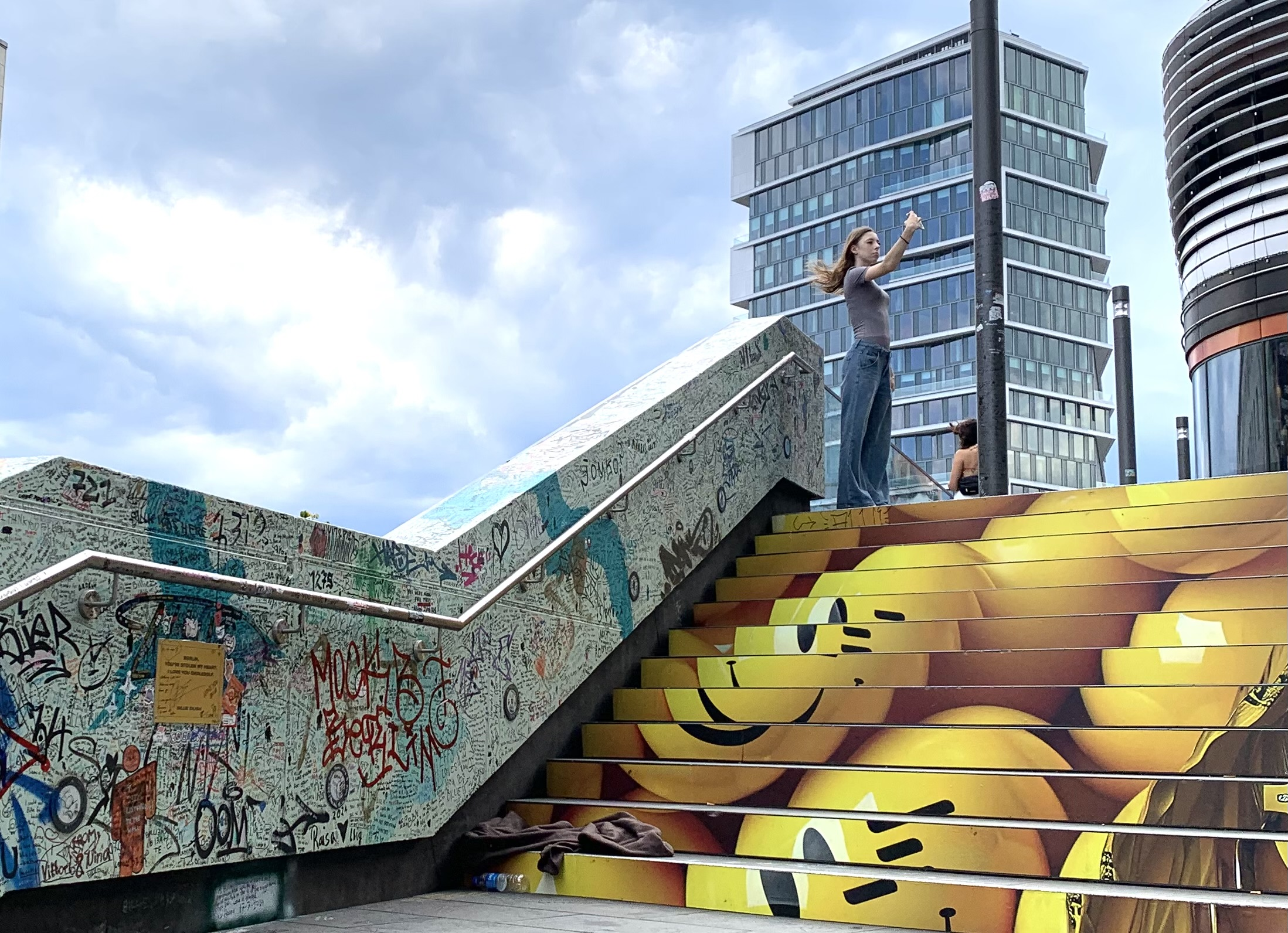
Die Billie Eilish Wand in Berlin

- 2021: „Film Song of the Year“ (No Time to Die)[94]

## Fankultur
Nach 2019 entwickelte sich an einer von Fans gestalteten Treppenwand im Berliner Bezirk Friedrichshain-Kreuzberg ein Erinnerungsort für die Künstlerin Billie Eilish. Musikfreunde aus aller Welt pilgern zu dem Ort um Fotos vor der Wand aufzunehmen.